# Покидін Сергій Володимирович
Сергій Володимирович Покидін (нар. 16 березня 1960, Горлівка, Донецька область, УРСР) — радянський та канадський футболіст та канадський футбольний функціонер, виступав на позиції нападника. Майстер спорту СРСР з 1983 року.

## Життєпис
Вихованець горлівського футболу. Перший тренер — Ю.І. Фомін.
У віці 16 років дебютував в команді другої ліги «Шахтар» (Горлівка) в 1976 році. З 1977 року — у складі «Шахтаря» (Донецьк), в основній команді грав у 1982-1985 роках, в чемпіонаті СРСР провів 67 матчів.
Емігрував до Канади. У 1992-2000 роках був граючим тренером команди «Монреаль Юкрейніанс». Засновник і граючий тренер команди «Динамо-Інтер» (Монреаль). 

## Досягнення
- Кубок СРСР
  -  Володар (1): 1983 (у фінальному матчі не грав)
  -  Фіналіст (1): 1985

- Кубок сезону
  -  Володар (1): 1984

- Кубок УРСР
  -  Фіналіст (1): 1976